# Мухаммед-Кули
Мухаммед-Кули султан (Магметкул, Маметкул) (ум. декабрь 1618) — сибирский царевич, полковой воевода, сын Ата-Кули, племянник хана Кучума.

## Биография
Лучший воевода хана Кучума. Когда Кучум занимался организацией внутренних дел, Магметкул предпринимал успешные вылазки против Перми Великой, нападая на подчиненных ей остяков и вогуличей (см. жалованную грамоту Строгановым от 30 мая 1574, напечатанную у Миллера в «Описании Сибирского царства»). В мирное время командовал ханскими уланами, охраной хана. С Ермаком он впервые столкнулся у Бабасан в июле 1582, высланный вперед Кучумом скорее на разведку, чем на решительную битву. Недооценив противника, был сравнительно легко разбит казаками. Первая битва закончилась поражением и бегством Магметкула с остатками отряда.
Второй раз он боролся с казаками во время их высадки у Чувашева мыса при устье Тобола, в октябре 1582, и там был ранен, но уже через несколько дней появился с небольшим отрядом и перебил всех казаков (около 30 человек), ездивших для рыбной ловли на Абалацкое озеро.

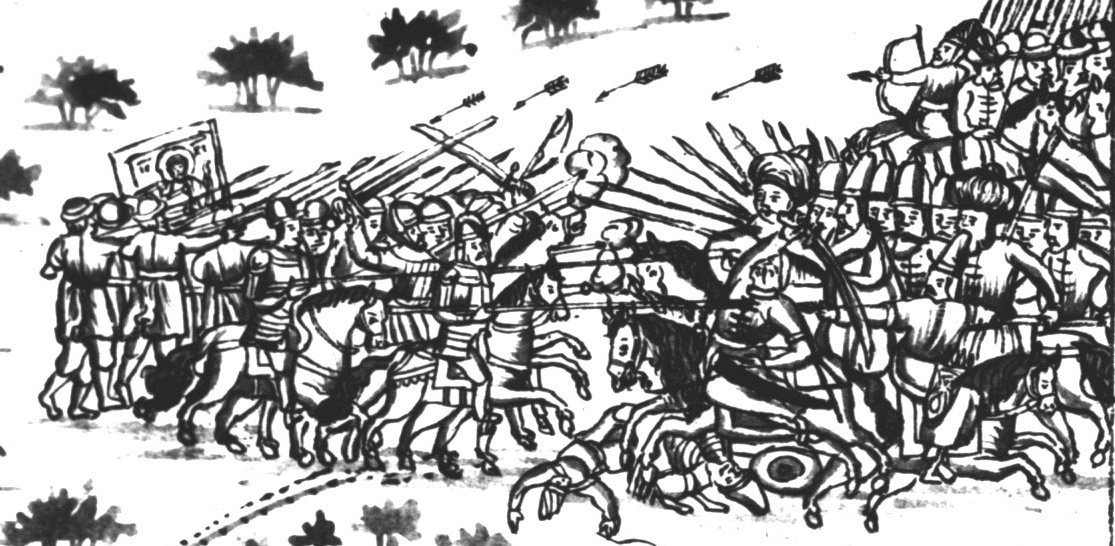
Битва казаков с отрядом Маметкула в урочище Шаншинском

Казаки отомстили, перебив весь его отряд на реке Вагай (в 53 верстах от Тобольска) 23 февраля 1583, а самого Магметкула взяли в плен. В 1585 он был привезён в Москву, где Фёдор Иванович принял его «с великою честию» и пожаловал вотчинами.
Сначала был испомещен в Бежецком Верхе. В 1586/87 г. к нему выехала его жена, а в 1595 — мать. Известно, что при торжественном приеме австрийского посланника царем Федором Ивановичем в 1597 году сидел по правую руку от царя наряду с Араслан-Алеем Кайбуловым, царевичем Киргизским (казахским) Ураз-Магметом Ондановичем, князем Федором Мстиславским.
Имел вотчину в д. Заозерская Ярославского уезда. Был жалован поместным окладом в 2000 четей и денежным — в 200 рублей. Пользовался большим уважением как среди русской знати, так и среди татарской, стоявшей на службе царя Фёдора Ивановича.
Участвовал в Русско-шведской войне 1590—1595 годов и походе против крымских татар в 1598 году.
Жены:
- Алма-бике — дочь хана Арслана и Фатимы-Султан, после смерти мужа жила в Ярославле;
- Ай-ханыш — сестра хана Ураз-Мухаммеда, после смерти мужа жила в Ярославле, умерла и похоронена в Касимове в 1651—52 г.

Его дочь была замужем за сибирским царевичем Алтанаем, сыном Кучума.
Погребен в Касимове на Старопосадском кладбище.